# Oberösterreichische Voralpen
Die Oberösterreichischen Voralpen sind eine Gebirgsgruppe der Ostalpen (AVE 17b), welche das Gebiet zwischen Trauntal (Gmunden) im Westen und dem Ennstal im Osten, bis Steyr im Norden umfasst, welche ortsüblich auch in Enns- und Steyrtaler Voralpen und Salzkammergut-Voralpen (getrennt etwa am Steyrtal) gegliedert werden. Politisch gesehen umfasst das Gebiet die Bezirke Steyr-Land und Kirchdorf. Große Teile befinden sich im Nationalpark Kalkalpen.
Abgrenzung nach Alpenvereinseinteilung der Ostalpen (AVE)
Alpenvorland von Gmunden bis Waidhofen a.d. Ybbs – Gaflenz – Enns bis Altenmarkt – Laussabach – Hengstpass – Dambach – Windischgarsten – Teichl – Steyr – Weißenbach – Bernerau – Ödseen – Hetzau – Habernau – Moosau – Grieseneckbach – Offenseebach – Traun – Traunsee.
Hier befinden sich die Gebirgsgruppen:
- Sengsengebirge
- Reichraminger Hintergebirge

Weitere bekannte Gipfel sind:
- Kremsmauer
- Kasberg
- Traunstein

Das im Süden anschließende Tote Gebirge ist nicht mehr Teil der Voralpen, sondern der oberösterreichischen Kalk-Hochalpen. Die AVE gliedert dieses als eigene Gruppe.